# Miuzela
Miuzela é uma povoação portuguesa pertencente ao Município de Almeida do Distrito da Guarda, na antiga Província da Beira Alta, que foi sede da extinta Freguesia de Miuzela, freguesia esta que tinha 13,88 km² de área e 368 habitantes (2011), e, por isso, uma densidade populacional de 26,5 hab/km².
A Freguesia de Miuzela foi extinta em 2013, no âmbito de uma reforma administrativa nacional, tendo sido agregada à freguesia de Porto de Ovelha, para formar uma nova freguesia denominada União das Freguesias de Miuzela e Porto de Ovelha da qual é sede.

## População
★ Nos anos de 1864 a 1890 pertencia ao concelho de Sabugal. Passou para o actual concelho (município na designação atual) por decreto de 12/07/1895.
| Totais e grupos etários | Totais e grupos etários | Totais e grupos etários | Totais e grupos etários | Totais e grupos etários | Totais e grupos etários | Totais e grupos etários | Totais e grupos etários | Totais e grupos etários | Totais e grupos etários | Totais e grupos etários | Totais e grupos etários | Totais e grupos etários | Totais e grupos etários | Totais e grupos etários | Totais e grupos etários |
| ----------------------- | ----------------------- | ----------------------- | ----------------------- | ----------------------- | ----------------------- | ----------------------- | ----------------------- | ----------------------- | ----------------------- | ----------------------- | ----------------------- | ----------------------- | ----------------------- | ----------------------- | ----------------------- |
|                         | 1864                    | 1878                    | 1890                    | 1900                    | 1911                    | 1920                    | 1930                    | 1940                    | 1950                    | 1960                    | 1970                    | 1981                    | 1991                    | 2001                    | 2011                    |
|                         | 710                     | 832                     | 890                     | 965                     | 967                     | 918                     | 839                     | 975                     | 1038                    | 1045                    | 658                     | 593                     | 515                     | 432                     | 368                     |
| i)                      |                         |                         |                         |                         |                         |                         |                         |                         |                         |                         |                         |                         |                         | 55                      | 32                      |
| ii)                     |                         |                         |                         |                         |                         |                         |                         |                         |                         |                         |                         |                         |                         | 43                      | 34                      |
| iii)                    |                         |                         |                         |                         |                         |                         |                         |                         |                         |                         |                         |                         |                         | 183                     | 164                     |
| iv)                     |                         |                         |                         |                         |                         |                         |                         |                         |                         |                         |                         |                         |                         | 151                     | 138                     |

i) 0 aos 14 anos; ii) 15 aos 24 anos; iii) 25 aos 64 anos; iv) 65 e mais anos	

## Recursos Naturais
A Miuzela beneficia de uma orografia que favorece o desenvolvimento de vinho de grande qualidade, particularmente nos vinhedos plantados nos lugares de Carxana e Enxara, nas encostas viradas ao sol nascente, no vale do rio Côa. Além do famoso vinho, a Miuzela tem pequenas parcelas agrícolas de solos muito férteis, que promovem o cultivo de diversos produtos hortícolas e frutícolas de grande riqueza nutritiva e de sabor muito agradável, ímpares no país. De destacar a saborosa batata, ao nível das melhores no território nacional, quiçá no mundo.[carece de fontes?]

## Património
- Calvário Três Cruzes
- Igreja Matriz (Miuzela)
- Torre do Relógio (Miuzela)
- Monumento às vitimas do colonialismo
- Capela de Santa Luzia (MiuCapela de Santa Bárbara (Miuzela)
- Capela de São Martinho (Miuzela)
- Ponte românica de Sequeiros
- Forno comunitário
- Escola Miuzela

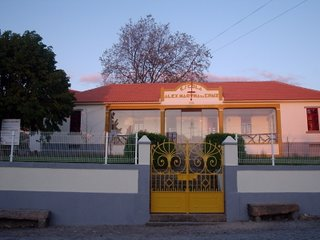

Nesta escola grande parte dos Miuzelenses aprenderam a ler e escrever, entre muitas brincadeiras todos nos recordamos dela. Agora melhorada estética e funcionalmente esperemos que continue a produzir boas cabeças pensantes.

## Feiras, Festas e romarias
- São Sebastião (Agosto)
- Procissão dos Passos (Corpo de Deus)
- Dia de Todos os Santos
- Mercado mensal (2º Sábado de cada mês)
- Feira Anual (15 de Agosto)

## Colectividades
- Associação das Almas
- Associação do Sagrado Coração de Jesus
- Centro Social Cultural e Desportivo Miuzelense - actua em frentes como a juventude a terceira idade a área cultural e desportiva.
- Clube de Caça e Pesca da Miuzela e Porto de Ovelha
- Associação Casa de Cultura Professor Doutor José Pinto Peixoto

## Transportes

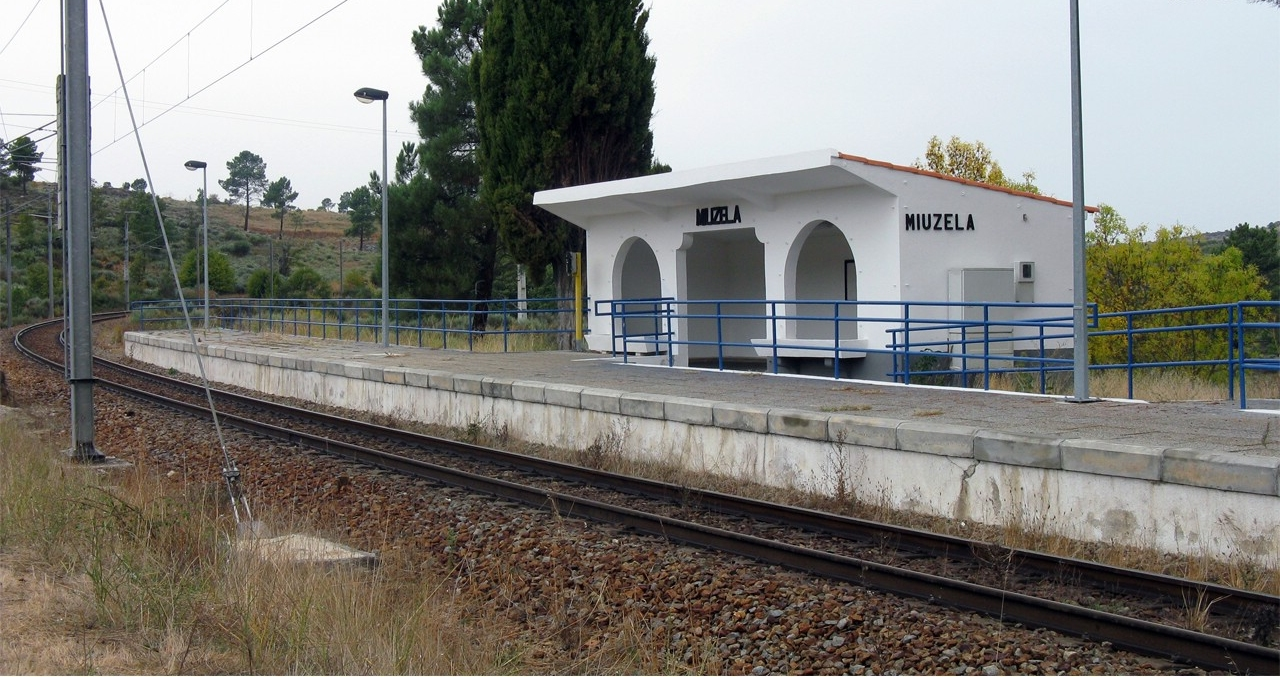
Apeadeiro de Miuzela

Miuzela dispõe de um apeadeiro ferroviário da CP - Comboios de Portugal com ligações a Paris, via Hendaye através do Sud Express, e Lisboa, via Guarda através de Intercidades.